# Poa bajaensis
Poa bajaensis là một loài cỏ trong họ hòa thảo, thuộc chi poa.